# Chlístov (Všelibice)
Chlístov (německy Chlistow) je malá vesnice, část obce Všelibice v okrese Liberec. Nachází se asi 5,5 kilometru jižně od Všelibic. Chlístov leží v katastrálním území Benešovice u Všelibic o výměře 3,85 km².

## Historie
První písemná zmínka o vesnici pochází z roku 1547.